# Il Regno (rivista 1956)
Il Regno è un quindicinale italiano d'informazione fondato nel 1956. Inizia a uscire a Bologna per iniziativa di un gruppo di religiosi dehoniani, che nel giro di qualche decina d'anni ha dato vita, a partire da questa rivista, a un'azienda editoriale di media grandezza, il Centro editoriale dehoniano (CED). Dopo un primo annuncio a luglio 2015 di cessazione delle pubblicazioni a fine anno, a dicembre dello stesso anno il direttore annuncia che la rivista continuerà a essere pubblicata. Attualmente è edita da Il Regno srl.

## Testata
Il nome della testata risale al fondatore della congregazione, il sacerdote francese Léon Dehon (1843-1925). Il titolo Il Regno richiama la prospettiva storica dell'intransigentismo in cui i periodici cattolici ebbero origine.
In particolare il titolo completo della rivista di p. Dehon era Le Règne du Sacré-Coeur dans les âmes et dans les societés. Diverse province della congregazione titolarono poi Il Regno del Sacro Cuore le loro riviste. Nel 1956 però i tempi stavano mutando: ecco così comparire sotto la testata della «nuova» rivista la citazione evangelica «Il Regno dei cieli è simile a fermento».

## Direzione e redazione
Il direttore è Gianfranco Brunelli, in carica dal 2011 e in redazione dal 1981, avendovi ricoperto le cariche di caporedattore per la sezione di Attualità (dal 1993) e di vicedirettore (dal 2005); con lui compongono la redazione dodici collaboratori stabili (in prevalenza giornalisti iscritti all'albo), di cui quattro impegnati a tempo pieno nella «cucina» del giornale. Brunelli si è formato alla scuola dei filosofi Nicola Matteucci, a Bologna, e Italo Mancini, a Urbino. Affianca all'attività giornalistica quella di curatore e organizzatore di esposizioni d'arte ai Musei San Domenico di Forlì, su incarico della Fondazione Cassa dei Risparmi di Forlì e della Romagna.

## Forma grafica e tiratura
Il Regno ha sempre mantenuto il formato rivista, ma ha cambiato ripetutamente la veste grafica  e la foliazione: quella attuale è stata inaugurata all'inizio del 2006 e consta di 64 (documenti)/68 (attualità) pagine a due colori, con un corredo di immagini ridotto ma molto curato malgrado la quadricromia sia limitata alla copertina, e con una presenza pubblicitaria non invadente: ogni numero offre più di 200 cartelle di testo.
La tiratura è intorno alle diecimila copie; ottomila gli abbonati paganti, che sul sito Internet ufficiale possono scaricare gli articoli degli ultimi 20 anni, in formato html e pdf. Per i non abbonati sono disponibili alcuni saggi.

## Formula editoriale
La formula editoriale ha una sua originalità: dal 1967 si alternano infatti nelle uscite un numero denominato «Attualità», scritto – come capita in ogni rivista – dai redattori e dai collaboratori, e uno denominato «Documenti», contenente in prevalenza testi di istituzioni ecclesiali, in genere già pubblici, ripresi in forma integrale: in sostanza, ciò che si definisce il magistero della Chiesa.
L'influsso per questo tipo di ordinamento proviene a Il Regno dai modelli francesi de Informations catholiques e de La Documentation catholique (che pubblica in francese i documenti integrali del magistero), ma l'idea di proporre questi due tipi di riviste sotto un'unica testata è del tutto originale. L'ha ripresa, in anni recenti, l'agenzia di informazione religiosa Adista.
Questa doppia articolazione consente l'intrecciarsi in ogni numero di una duplice vocazione, giornalistica e saggistica, all'informazione e alla riflessione teologica e culturale: «Sin dall'inizio il nostro proposito è stato di fare de Il Regno una rivista di cultura e di informazione», recitava il primo editoriale (1956), che il claim scelto per accompagnare le iniziative del cinquantesimo consapevolmente riecheggia: «Il Regno 1956-2006: pensare la fede, raccontare la Chiesa».

## Il Regno - Attualità
Il Regno-Attualità si compone di sette-otto articoli di ampio respiro, tra cui commenti, interviste e reportage internazionali; una dozzina di «brevi», molto selezionate ma meno esposte sul piano interpretativo; una sezione centrale di informazione bibliografica a sua volta articolata in un saggio, alcune segnalazioni, un centinaio di schede brevi e la rubrica Riletture, a firma della scrittrice Mariapia Veladiano, copre l'intera produzione editoriale italiana nell'ambito delle scienze e delle tematiche religiose;  due rubriche di note di cronaca sulla Santa Sede e sul movimento ecumenico e una di «spiritualità laica» a firma di Luigi Accattoli, vaticanista del Corriere della Sera e saggista attento al «cristiano comune» e di Piero Stefani, biblista ed esperto nel dialogo ebraico-cristiano, e una corposa monografia chiamata «studio del mese».

## Il Regno - Documenti
Su Il Regno-Documenti si trovano, in genere, sette-otto testi: del papa e delle istituzioni vaticane, dei vescovi italiani, di singoli vescovi e conferenze episcopali straniere, in genere tradotti e quindi inediti in lingua italiana, legati al dialogo ecumenico e/o interreligioso e all'attualità internazionale,  oltre alla trascrizione di una conferenza o alla traduzione di un saggio che la redazione ha apprezzato e giudicato meritevole di un rilancio.

## Identità e linea editoriale
Il Regno si è affermata durante il concilio Vaticano II e ha superato, nell'immediato postconcilio, una crisi interna che rifletteva in buona parte le tensioni politico-ecclesiali di quegli anni (tra gli esiti di quella vicenda vi fu anche la nascita a Roma di una nuova rivista, COM-Nuovi Tempi, dal 1989 divenuta Confronti, mensile «di fede, politica, vita quotidiana» apprezzato per la vocazione ecumenica, interreligiosa e interculturale). Il Regno ha infatti cercato e cerca di inverare una relazione tra il magistero, e in generale le istituzioni ecclesiastiche, e la comunità ecclesiale, nella pluralità dei suoi fermenti e delle sue interazioni con il vivere civile, che il Concilio ha fortemente incoraggiato, e di cui l'opinione pubblica è uno degli strumenti.
Si tratta in sostanza di uno sforzo reciproco di comprensione e di valorizzazione sia che si guardi alla riforma della Chiesa sia che si esprimano istanze di conservazione – e di un impegno di interpretazione e contestualizzazione, che coglie e rappresenta le rispettive istanze e intuizioni senza tacerne i limiti. Un atteggiamento che non prevede né verso le autorità ecclesiastiche, né verso gli altri attori ecclesiali atteggiamenti apologetici, ma che neppure privilegia il linguaggio della polemica.
Per comprendere in concreto cosa questo significhi è sufficiente considerare la linea, del tutto autonoma da quelle istituzionali, seguita nell'analizzare il percorso della politica italiana e nell'indicare le responsabilità dei cristiani nella lunga transizione iniziata con la dissoluzione del «partito cattolico».
Ne sono prova i due cicli di incontri di studio organizzati a Camaldoli (1998-2002 e 2003-2004), di cui si trova una vistosa traccia nelle rassegne-stampa dell'epoca e i cui contenuti sono ricapitolati nei due volumi Non passare oltre: i cristiani e la vita pubblica in Italia e in Europa (EDB, Bologna 2003) e Nel Suo Nome: conflitti, riconoscimento, convivenza delle religioni (EDB, Bologna 2005).